# 중구로 (부산)
중구로(Junggu-ro)는 부산광역시 중구 남포동 남포사거리 에서 영주동 부산터널삼거리를 잇는 도로이다.

## 주요 경유지
부산광역시
- 중구 (남포동 . 광복동 . 대창동 . 동광동 . 영주동)

## 노선
| 이름            | 접속 노선                        | 소재지 | 소재지 | 비고 |
| --------------- | -------------------------------- | ------ | ------ | ---- |
| 남포사거리      | 국도 제77호선 (구덕로)           | 중구   | 남포동 |      |
| 국제시장사거리  | 광복로                           | 중구   | 광복동 |      |
| 대청사거리      | 부산광역시도 제6301호선 (대청로) | 중구   | 대청동 |      |
| (이름없음)      | 중구로97번길 복병산길7번길       | 중구   | 대청동 |      |
| 중구청앞 교차로 | 동영로                           | 중구   | 동광동 |      |
| 부산터널삼거리  | 대영로                           | 중구   | 영주동 |      |

## 주요 건물 및 시설
- 아성다이소 부산국제시장점 (중구로 13/부평동1가 45-9)
- 남포문고 (중구로 13/부평동1가 45-9)
- cpbc 부산가톨릭평화방송 (중구로 71/대청동4가 81-1)
- 가톨릭센터 소극장 (중구로 71/대청동4가 81-1)
- 광일초등학교 (중구로 74/대청동4가 95)
- CU 중구대청코리아점  (중구로 91/대청동4가 78-35)
- 중구청 (중구로 120/대청동 1가 1-4)
- 중구보건소 (중구로 120/대청동 1가 1-4)
- 신협 부산의사신협본점(중구로 121/대청동4가 12-9)
- GS25 부산메리놀병원점 (중구로 121/동광동5가 15-6)
- 부산메리놀병원 우편취급국 (중구로 121/동광동5가 15-6)
- 이마트24 코모도점 (중구로 154/동광동5가 3-10)